# Hrabstwo York (Pensylwania)

Piramida wieku hrabstwa

Hrabstwo York (ang. York County) – hrabstwo w amerykańskim stanie Pensylwania. W 2000 r. populacja hrabstwa wynosiła 381 751 osób. Siedzibą władz hrabstwa jest miasto York.
Jednostka administracyjna została stworzona 25 września 1786 r. z części hrabstwa Northumberland. Powierzchnia hrabstwa wynosi 2349 km² (907 mil²). Graniczy z następującymi hrabstwami:
- Hrabstwo Cumberland (Pensylwania) (północ)
- Hrabstwo Dauphin (północny wschód)
- Hrabstwo Lancaster (Pensylwania) (wschód)
- Hrabstwo Harford (Maryland) (południowy wschód)
- Hrabstwo Baltimore (Maryland) (południe)
- Hrabstwo Carroll (Maryland) (południowy zachód)
- Hrabstwo Adams (Pensylwania) (zachód)

92,76% ludności jest biała, 3,69% czarna, 0,18% to rdzenni Amerykanie, 0,86% Azjaci, 0,03% ludności pochodzi z wysp pacyficznych, 1,39% jest innych ras, 1,10% to ludność mieszana rasowo. W hrabstwie mieszka 2,96% Latynosów. Hrabstwo liczy 148 213 gospodarstw domowych.

## Bibliografia

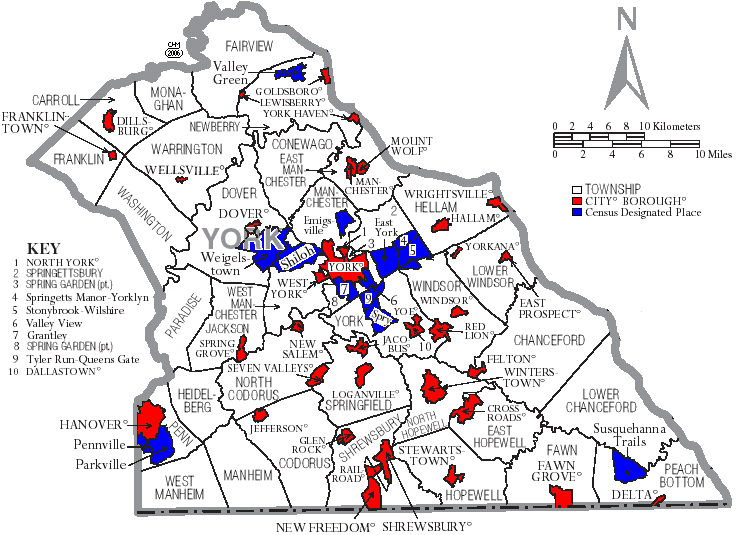
Hrabstwo York